# Myiocavia tomentosa
Myiocavia tomentosa är en tvåvingeart som beskrevs av Lindner 1949. Myiocavia tomentosa ingår i släktet Myiocavia och familjen vapenflugor. Inga underarter finns listade i Catalogue of Life.